# Kloosterkerk (Nykøbing Falster)
De Kloosterkerk (Deens: Klosterkirken) staat ook bekend onder de naam Kerk van Nykøbing (Nykøbing Kirke) en is gelegen in Nykøbing op het Deense eiland Falster. De gotische kerk werd gebouwd in de 15e eeuw en gaat terug op 1419, toen Erik van Pommeren hier een franciscaans klooster liet vestigen.

## Geschiedenis
Voor het eerst wordt er in de geschiedenis gerefereerd aan een Sint-Nicolaas gewijde kapel, toen Erik van Pommeren hier een klooster voor de franciscaner orde ter ere van Onze-Lieve-Vrouw, Sint-Michiaël en Sint-Franciscus stichtte. De kerk moet zijn voltooid toen het kapittel in Nykøbing bijeen kwam om het 300-jarig jubileum van de geboorte van Franciscus van Assisi te vieren met afgezanten van de Franciscaner gemeenschappen uit de Scandinavische landen.
In 1532, toen de monniken van de abdij hadden verlaten, werd de kerk overgedragen aan de burgers van Nykøbing om verder als parochiekerk te dienen.
In de 16e en 17e eeuw had de kerk nauwe banden met het niet meer bestaande, in 1767 gesloopte, Slot van Nykøbing, waar de Deense koningin-moeders resideerden.

## Architectuur
De kerk bestaat uit een schip met een driezijdige oostelijke afsluiting, een toren op het noorden en de zuidelijke vleugel van de voormalige kloostergang (nu een zijbeuk in de kerk). Het werd van rode baksteen in laatgotische stijl gebouwd. Afgezien van de kerk bleven alleen de westelijke vleugel en een klein deel van de noordelijke vleugel van het klooster bewaard. De westelijke vleugel werd over verschillende periodes gebouwd. Het gedeelte naast de kerk is het oudste bouwdeel, mogelijk betreft dit het vroegste bouwdeel van het klooster en het is zeker ouder dan de kerk.
Het zijschip stond tot 1766 slechts met één deur in verbinding met de kerk. Er werden later drie rondboogarkaden ingebracht, die tijdens een restauratie in 1874 veranderd werden in spitsbogen. Uit die tijd stammen ook de dubbele gotische openingen van de galerij daarboven.
De eerste fase van de torenbouw werd voltooid rond 1500 en in 1766 volgde een verhoging en de bekroning van de huidige spits.

## Inventaris

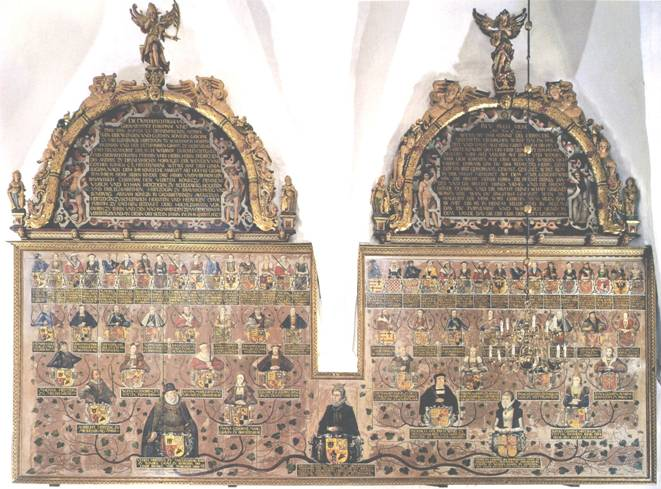
Stamboom van Sophia van Mecklenburg

In het voorportaal staat een oud offerblok uit de jaren 1600. In twee hoeken staan de houten beelden van twee vrouwen die de deugden Hoop en het Geloof voorstellen. Aan de westelijke muur bevindt zich in een kast een deels vernieuwd altaardoek uit 1719 met het monogram van Frederik IV, waarin zijn lijfspreuk Dominus mihi Adiutor (De Heer is mijn Hulp) is opgenomen. De door engelen gedragen wapens van prins Christaan en zijn vrouw Magdalena aan de zuidelijke muur is een bovendeel van een koorgestoelte en werd in 1638 door Jørgen Ringnis 1638 gesneden.
Het altaarstuk in de kerk uit 1616 werd in de stijl van de hoogrenaissance gebouwd. Wie het altaar heeft gebouwd is onbekend, mogelijk stamt het uit hetzelfde atelier als het altaarstuk van de kerk van Rodby. De schilderijen stammen uit het atelier van Antonius Clement, Odense, en hebben een centrale voorstelling van de Kruisiging, geflankeerd door de Oud-Testamentische voorstellingen van het offer van Izaäk en de slang in de woestijn.
De preekstoel in kwabstijl is een werk van Jørgen Ringnis, die meerdere altaren en kansels bouwde voor de kerken op Falster. Als voet fungeert een beeld van Mozes met de in het Hebreeuws geschreven tafelen der wet. In de nissen van de kanselkuip staan de beelden van de vier evangelisten en de hoeken worden versierd met kleine nissen waarin de symbolen van de evangelisten (Mattheüs: engel, Marcus: leeuw, Lucas: os, Johannes: adelaar) zijn aangebracht. Het klankbord wordt versierd met engelen en heeft een crucifix als bekroning. Aan de trap zijn drie burgerlijke wapens en de initialen ONS-AND-HNS aangebracht, het betreffen de initialen van de drie kinderen van burgemeester Nickel Hansen Lundt. Tegenover de preekstoel hangt aan de noordelijke muur een crucifix uit 1646.
Antonius Clement begon in 1622 te werken aan het circa 33 m² grote monument, waarop de 63 voorouders van Sophia van Mecklenburg-Güstrow, koningin-weduwe van Denemarken, worden afgebeeld met hun namen en wapens. Het genealogisch overzicht werd in 1627 voltooid. 
Het achthoekige doopvont werd volgens inschrift gegoten in Lübeck in 1648 door Antony Wisse.
In de kerk hangen drie scheepsmodellen: het fregat "Prins Christiaan" (1833), het fregat "Dannebrog"  (1730) en het oorlogsfregat  "Kroonprins Frederik" (1891).

## Klokken
In de toren hangen klokken uit de jaren 1470, 1493 en 1634. De kerk bezit tevens een carillon van 26 klokken van de Nederlandse gieterij Petit & Fritsen.